# だるめしスポーツ店
『だるめしスポーツ店』（だるめしスポーツてん）は、任天堂が2013年8月8日より配信を開始したニンテンドー3DS用ゲームソフト。アメリカでは2014年4月3日から配信。

## 概要
野球を題材としたミニゲーム集。従来の野球ゲームソフトのように野球の試合をするわけではなく、打撃、守備、遠投など野球の特定の部分に焦点を当てたゲームを多数プレイできる。
本作のダウンロード自体は無料だが、作中の店で実際のお金を支払い各ミニゲームを購入する形式になっている。この際、店主と値引き交渉をすることで初期の表示価格よりも安い値段で購入できるようになる。なお、ニンテンドー3DS向けのニンテンドーeショップのサービス終了により現在は購入できない。
北米では『Rusty's Real Deal Baseball』のタイトルで配信されている。ゲームシステムは日本版と同様だが、キャラクターデザインが異なる。

## あらすじ
元プロ野球選手の樽飯イヌジ（だるめしイヌジ）が経営するスポーツ用品店「だるめしスポーツ」は、子供たちの野球離れの影響もあり経営が悪化していた。そうした現状を打破し野球の面白さを伝えるため、イヌジは野球を題材としたコンピュータゲームを仕入れて販売を開始した。
ある時、プレイヤーが店を訪れると、イヌジは野球を取り巻く環境や妻が家を出ていった自身の身の上について語り、話を聞いたお礼としてゲーム機「ホンテンドー4DS」と対応ゲームソフトの体験版の一つをプレイヤーに無償で譲った。そして同時に、10匹の息子のうち1匹の世話を依頼した。その後、プレイヤーは託されたイヌジの息子と行動を共にしながら様々なゲームをプレイすることになり、イヌジは妻の行方を気にかけつつも新たな出会いを求め行動を起こす。

## 登場キャラクター
樽飯イヌジ
「だるめしスポーツ」の店主。年齢は10歳（人間換算で56歳）。ゆで卵が好物。プロ野球選手時代は投手として活躍した。妻が家を出て以降、10匹の息子たちを男手一つで育てている。
北米版の名前は「Rusty Slugger」。目の描写が細長から大きい青目になり、体色や服装が変更されている。また、好物はドーナツになっている。
イヌジの息子たち
イヌジの10匹の息子。全員生後3か月（人間換算で5歳）。プレイヤーが店を初めて訪れた際にイヌジから1匹を預けられる。誰彼構わず悪態をつく性格だが、一方で、苦労を続けるイヌジを手助けしようと陰で奔走する。
北米版では瞳の色が黒から青に変更され鼻水を垂らす描写がなくなっている。
樽飯アン
イヌジの妻。年齢不詳。理由を告げないまま、イヌジや息子たちのもとから失踪している。
北米版の名前は「Mitzi Slugger」。デザインはイヌジと同様の変更が加えられている。
戸井風イヌゾウ（といぷうイヌゾウ）
値引き交渉なしで全てのゲームを購入すると登場するキャラクター。
北米版の名前は「Pappy Van Poodle」。デザインは服装のみ変更されている。

## システム

### ゲームソフトの購入
前述のように、本作では作中の店で実際のお金を支払ってゲームソフトを購入することで各ゲームをプレイできるようになる。購入の際には店主のイヌジと会話をすることになるが、その際、イヌジの気分を良くしたり後述の「チャレンジ」モードで手に入るアイテムを用いたりすることでイヌジが商品を値引きし、元値よりも安い値段で購入できるようになる。
鍵マークがついているゲームソフトを購入すると物語が進行する。また、「クーポン使えます」のマークが付いているゲームソフトは、アイテムのクーポンを用いることで値引きできる（一度に3枚まで使用できる）。

### ゲームモード
後述のように本作には10種類のゲームソフトがあるが、このうち「伝説のバット職人」を除く9種類には「チャレンジ」「スコアアタックA」「スコアアタックB」の三つのゲームモードがある。
「チャレンジ」では初期状態で5種目×5レベルの計25個のゲームが表示され、それぞれのレベル3を全てクリアすると、難易度の高い25個のゲームが新たに追加される。各ゲームのクリア時には、結果に応じてA・B・Cの評価が表示される。
「チャレンジ」のゲームをクリアするごとに、スタンプカードにハンコが押される（高レベルのものほどハンコの数が多い）。ハンコが一定数に達すると、ゲームソフト購入時の値引き交渉の際に使用できるアイテムが手に入り、「スコアアタックA」「スコアアタックB」のゲームモードも解禁される。
「スコアアタックA」「スコアアタックB」は点数などの記録に挑戦するゲームモード。自分のハイスコアが記録されるほか、すれちがい通信を用いることにより自分以外のプレイヤーを含めた上位3人の記録も表示される。また、好成績を収めることで、プレイヤーが着用する様々なユニフォームが手に入る。
なお、本作のゲーム内におけるプレイヤーは右投げ左打ちとなる。

## ゲームソフトの種類
「●」（作中では鍵マーク）が付いているゲームソフトは購入後に物語が進行する。
打つ快感! トス●
トスされたボールをバットで次々と打つゲーム。ボールのミート箇所がバットの芯に近いほど高得点を得られる。
物語の冒頭のやり取りで、このゲームの序盤を無料でプレイできる体験版をイヌジから手渡される。
打つ快感! II ウルトラマシン●
ピッチングマシンが放ったボールをバットで打ち返すゲーム。マシンの種類によりボールの球種が異なる。ボールのミート箇所がバットの芯に近いほど高得点となり、打ち返したボールがマシンや的に当たると追加の得点を得られる。
任天堂が1968年に発売したピッチングマシンの玩具「ウルトラマシン」をモチーフにしている。
打つ快感! 外伝 ダルマ
高く積まれた多くのタイヤにバットを当て、だるま落としの要領で次々と飛ばすゲーム。各タイヤに記された上下左右の矢印やA・B・X・Yの文字に対応したニンテンドー3DS（以下3DS）本体のボタンを押すことでタイヤを飛ばせる。
打つ快感! 外伝 II ラリー
向かい合った二人がバットでボールを打ち合うゲーム。二人分の操作を一人で行う。野球のボールのほか、ふわふわと飛ぶ水風船のような玉を打つゲームもある。
守る快感! ライナー●
バッターが打ったライナー性のボールをグラブで捕球するゲーム。ボールがぶつかる直前にキャッチすると高得点になる。野球のボールのほか、ふわふわと飛び途中で軌道が変わる水風船のような玉を捕球するゲームもある。
守る快感! II フライとゴロ●
バッターが打ったフライやゴロのボールをグラブで捕球するゲーム。フライを捕球するゲームでは3DS本体のジャイロ機能を用いてグラブの位置を操作し、キャッチした場所が画面の中央に近いほど得点が高くなる。ゴロを捕球するゲームではボールがぶつかる直前にキャッチすると高得点になる。
ねらう快感! まとあて●
ボールの遠投や打撃により、遠くに浮かぶ的に当てるゲーム。遠投のゲームでは3DS本体のジャイロ機能を用いて狙いを定め、当たった場所が的の中心に近いほど高得点を得られる。打撃のゲームでは的に数字が記されており、当てるとその数字分の得点が加算される。
審判の快感! ジャッジ●
プレイヤーが球審となり、様々な判定を行うゲーム。判定時には3DS本体下画面タッチパネルに表示される該当項目をタッチする。ストライクやボールなどの判定のほか、球種の判定やピッチャーが投げたボールに記された数字の判別を行うゲームもある。
こんこんキュッキュ
水平に持ったバットでボールを跳ね上げるゲームと、グラブを磨くゲームのセット。跳ね上げるゲームでは3DS本体のジャイロ機能を、磨くゲームでは3DS本体下画面タッチパネルを用いる。
伝説のバット職人
丸太を削り自分好みのバットを作成できるモード。3DS本体下画面をタッチして加工する。バットの完成後は試し打ちができるが、この中では、ミート箇所だけでなくバットの出来具合によってもボールの飛距離が変わる。完成したバットは他のゲームソフトでも使用可能。3本まで保存できる。
他のゲームソフトとは異なり「チャレンジ」「スコアアタックA」「スコアアタックB」のモードは無いが、試し打ちでのボールの最長飛距離は記録される。